# Escut de Constantí
L'escut oficial de Constantí té el següent blasonament:
Escut caironat: de gules, un emperador romà muntat a un cavall passant, coronat de llorer, portant un mantell i agafant un ceptre amb la mà dreta tot d'or. Per timbre una corona mural de vila.

## Història
Va ser aprovat el 21 de març de 1985 i publicat en el DOGC el 19 de juny del mateix any.
Armes parlants referents al nom de la vila, ja que s'hi representa l'emperador romà Constantí. Segons la tradició, la vila fou fundada sota el mandat d'aquest emperador, i al municipi encara s'hi troba la vila romana de Centcelles (segle i).